# 妇女研究 (小说)
《妇女研究》是十九世纪法国文豪巴尔扎克的一篇短篇小说，1830年发表于热潮杂志上。1831年，无改写的单行本由高瑟林出版社出版，分类于哲学小说与故事类。1835年，巴尔扎克将其编入《人间喜剧》的《风俗研究》部分中，并重新命名为《侯爵夫人档案》（Profil de Marquise）。而在1842年出版时将其编入《私人生活场景》系列中，小说重新采用《女性研究》的名字。
身为一个刻画人物的高手，巴尔扎克在《女性研究》中也成功地表现出作为寓言小说家的惊人天赋。小说中，他用寥寥几笔便描绘出了一个性格复杂的人物（利斯托迈尔侯爵夫人），《高老头》中的主角欧也纳·德·拉斯蒂涅也出现在小说里。

## 概要
利斯托迈尔侯爵夫人是一位道德上无可指摘的女人，从不让所谓的风流韵事沾染到自己身上，尽管这很少发生。然而她机缘巧合下遇见了年轻英俊的拉斯蒂涅，被他所吸引，而拉斯蒂涅却毫无引诱她的打算。次日，拉斯蒂涅写了两封信，一封给他的诉讼代理人，另一封则是寄给他的情人纽沁根太太。然而粗心大意之下，拉斯蒂涅将信的地址弄错了，于是利斯托迈尔侯爵夫人收到了一封满满四页的情书。利斯托迈尔侯爵夫人收信大为震惊，但同时芳心窃喜，认真读完，然而仍让人禁止拉斯蒂涅进入侯爵府。利斯托迈尔侯爵夫人觉得拉斯蒂涅可能出现在德·鲍赛昂侯爵家，为了能够当面用冷淡折磨他，侯爵夫人一直等到凌晨两点，而拉斯蒂涅并未出现。四天后拉斯蒂涅发觉信记错了，连忙到侯爵家认错，但碍于门禁而吃了闭门羹。正准备离开时，利斯托迈尔侯爵回来了，便邀请拉斯蒂涅一道进门。侯爵夫人发现两人一起进门，情不自禁脸红，被拉斯蒂涅发现，趁机挖苦，同时澄清寄错信的事。侯爵夫人不以为然，反唇相讥。结果拉斯蒂涅离去后，侯爵夫人发现他所说属实，于是在家大闹一场后便佯称生病，半个月闭门不出。